# Laura Main
Laura Main, född 8 mars 1977, är en brittisk skådespelare och sångare.

## Biografi
Laura Main föddes och växte upp i Aberdeen i Skottland och studerade konsthistoria vid universitetet där. Hon flyttade sedan till London och studerade drama vid Weber Douglas Academy of Dramatic Art. Hon började sjunga tidigt och medverkade vid 11 års ålder i en produktion av Sound of Music i rollen som Louisa von Trapp. 

## Roller, i urval
- Forsytesagan (2002) (2002) (TV)
- Barnmorskan i East End (2012–) (TV)